# Heligholmen

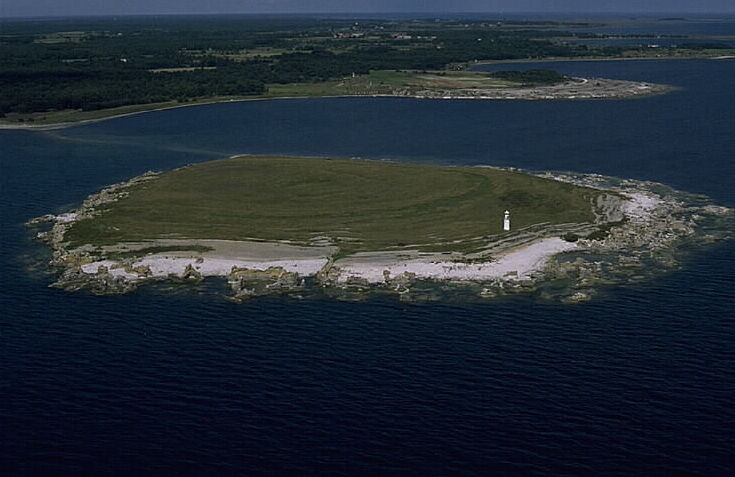
Heligholmen 1996.

Heligholmen är en 11,8 hektar stor holme i Vamlingbo socken, cirka 300 meter från land, nära Holmhällars raukområde på sydligaste Gotland. Ön är fågelskyddsområde och det är tillträdesförbud från den 15 mars till 30 juni. Carl von Linné besökte och beskrev ön under sin resa på Gotland 1741. Det grunda revet mellan Holmhällar och Heligholmen kallas Hästgången och har förrädiska undervattensströmmar. Den enda byggnaden på ön är en fyr som uppfördes 1913.